# Korsstygn

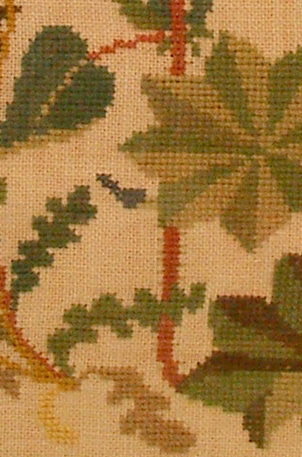
Korsstygn detalj

Korsstygn (även kallat korssöm) tillhör de vanligare stygnen i broderikonsten. 

## Metoden

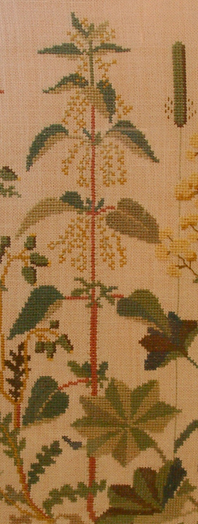
Brännässla i korsstygn efter Gerda Bengtsson

Det framgår av namnet att man korsar stygnen med varandra. Men det framgår inte av namnet att det övre stygnet alltid ska ha samma riktning i ett broderi, som regel åt vänster. Detta åstadkoms genom att i första delen av stygnet träs nålen upp genom tyget från nedre vänstra hörnet i stygnet för att gå ner i det övre högra hörnet, varpå nålen vänds mot den syende och går upp i tyget i nedre högra hörnet, över den första delen av stygnet och ner i övre vänstra hörnet.
Korsstygn broderas på stramalj eller aidaväv, av linnetyg eller också bomullsväv, där antalet trådar i tyget är relativt lätt att överblicka och räkna. Stygnet sys över samma antal trådar över hela broderiet. Vanligast är att mönstret broderas men att bakgrunden förblir obroderat bottentyg. Helt täckande korsstygnsbroderi är relativt sällsynt, men används ibland för kuddvar, karmöverdrag eller mindre pallar. En slags negativ variant är där stygnen sys så att mönstret bildas av bottentygets kvarvarande tomma ytor.
En skicklig brodör ombesörjer att baksidan är minst lika konstfärdig som framsidan, oavsett om broderiet ramas in eller inte. Det innebär att inga trådar skall korsas eller gå i sidled på baksidan, inte ens vid fästningarna av garnet, utan alla stygn skall vara helt lodräta på baksidan. Detta förutsätter en viss planering i broderandet och att stygnen på framsidan ibland "sys fel" för att bli rätt. Genom att påbörja sömnaden i nederkant till vänster och sy alla bottenstygn en bit innan man vänder för att sy överstygnet underlättas det hela. Med beaktande att broderiet i sig bör påbörjas i mittens närhet för att successivt broderas utåt vardera håll ganska jämnt fördelat, i syfte att minimera snedvridning av bottentyget.
Svårast är att brodera korsstygn på ett bottentyg i ren lärft (tuskaft), där inslagstäthet och varptäthet är densamma.

## Historia
Korsstygn förekommer över hela världen, men anses ha spridits från Orienten till Europa. Det var vanligt förekommande redan på medeltiden i Europa. På 1700- och 1800-talets vanligt förekommande märkdukar broderades hela alfabetet i korsstygn. Märkböcker med mönster över olika stilsorter spreds av gårdfarihandlarna.

## Organisation

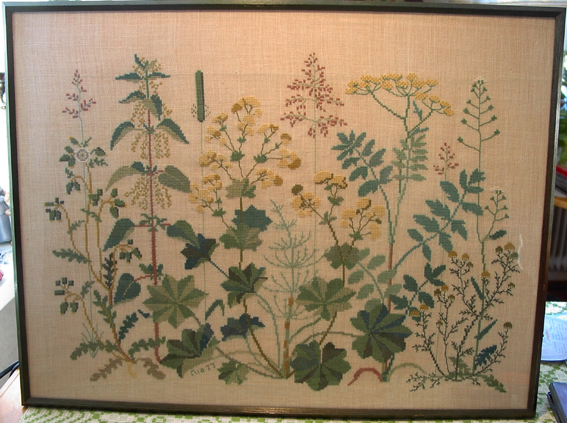
Korsstygnstavla efter Gerda Bengtsson, "Blommorna vid vägen"

Handarbetets vänner är den organisation som genom Svensk Hemslöjd har arbetat för att bevara och utveckla broderiets historia och framtid. Genom utbildningsinsatser, kursverksamhet samt egen försäljning av mönster och material.
Clara Wæver var verksam i Danmark, men skapade på sin tid broderimönster som lever kvar än idag, även i Sverige.